# It’s a Beautiful Day (Album)
It's a Beautiful Day ist das Debütalbum der gleichnamigen US-amerikanischen Rockband It’s a Beautiful Day aus San Francisco. Es erschien im Jahr 1969 und erreichte Platz 47 in den US-Charts.
Das Cover des Albums von George Hunter und Kent Hollister basiert auf dem Titelbild eines Magazins um 1900 und wurde vom Rolling Stone auf Platz 24 seiner Liste der 100 besten Covers gewählt.

## Entstehung
Im Dezember 1967 wohnten David und Linda LaFlamme im Dachgeschoss eines viktorianischen Hauses in Seattle. White Bird, das bekannteste Lied der Band, entstand hier, als sie die Stimmung an einem regnerischen Wintertag beim Blick aus dem Dachfenster einfingen.

“Where the 'white bird' thing came from… We were like caged birds in that attic. We had no money, no transportation, the weather was miserable. We were just barely getting by on a very small food allowance provided to us. It was quite an experience, but it was very creative in a way.”

„Wo die Sache mit dem ‚White Bird‘ her kam … Wir waren wie gefangene Vögel da unter dem Dach. Wir hatten kein Geld, kein Transportmittel; das Wetter war miserabel. Wir kamen nur durch einen kleinen Essenszuschuss über die Runden. Es war ein ziemliches Experiment, aber auf eine kreative Weise.“

Zurück in San Francisco, hatte die Band ihren Durchbruch als Vorgruppe von Cream auf deren Abschiedstour. Sie sprangen für Traffic ein, weil dort Steve Winwood erkrankt war. Den begeisterten Kritiken verdankte sie ihren Plattenvertrag mit CBS.

## Musik
Prägend für den Klang des Albums ist das Geigenspiel David LaFlammes, eines ehemaligen Violinisten des Utah Symphony Orchestra, das hier die Rolle der Leadgitarre übernimmt. Daneben werden auch in der Rockmusik eher ungewöhnliche Instrumente wie Celesta und Cembalo (Girl With No Eyes) verwendet. Die Melodie des Instrumentalstückes Bombay Calling wurde von Deep Purple auf dem Album In Rock für das Intro ihres Liedes Child in Time verwendet. Wasted Union Blues ist ein psychedelisch verzerrter Blues-Rock und mit Time is, dem letzten Lied des Albums, ist auch ein Hard-Rock-Stück vertreten.

## Titelliste

### Seite 1
1. White Bird – (David LaFlamme and Linda LaFlamme) 6:06
2. Hot Summer Day – (David LaFlamme and Linda LaFlamme) 5:46
3. Wasted Union Blues – (David LaFlamme) 4:00
4. Girl With No Eyes – (David LaFlamme and Linda LaFlamme) 3:49

### Seite 2
1. Bombay Calling – (Vince Wallace and David LaFlamme) 4:25
2. Bulgaria – (David LaFlamme) 6:10
3. Time Is – (David LaFlamme) 9:42

Mit Bruce Steinberg (Mundharmonika) auf Hot Summer Day:

## Nachweise
1. ↑  It's a Beautiful Day in den US-Charts
2. ↑  Coverliste des Rolling Stone
3. ↑  Pnwbands über It's a Beautiful Day
4. ↑  Über It's a Beautiful Day
5. ↑  Lindsay Planer bei allmusic über das Album
6. ↑  Interview mit Ian Gillan